# Plasta
AB Plasta ist ein Unternehmen in der litauischen Hauptstadt Vilnius. Es verarbeitet Polyethylen und produziert Plastik. Der Betrieb wurde 1961 als Vilniaus plastmasinių dirbinių gamykla im damaligen Sowjetlitauen errichtet. 2012 erzielte das Unternehmen einen Umsatz von 80,6 Mio. Litas (23 Mio. Euro) und den Gewinn von 2,1 Mio. Lt.
In der Abteilung Ingenieurwesen gibt es 70 Mitarbeiter. 1982 gab es 2300 Mitarbeiter. Verkaufsgeschäfte gibt es in Vilnius, Klaipėda, Šiauliai, Panevėžys, Mažeikiai, Alytus, Marijampolė.
Der Sitz ist Savanorių prospektas 180, LT-03154 Vilnius.